# Réflexe de préhension
 (juillet 2010).
Si vous disposez d'ouvrages ou d'articles de référence ou si vous connaissez des sites web de qualité traitant du thème abordé ici, merci de compléter l'article en donnant les références utiles à sa vérifiabilité et en les liant à la section « Notes et références ».

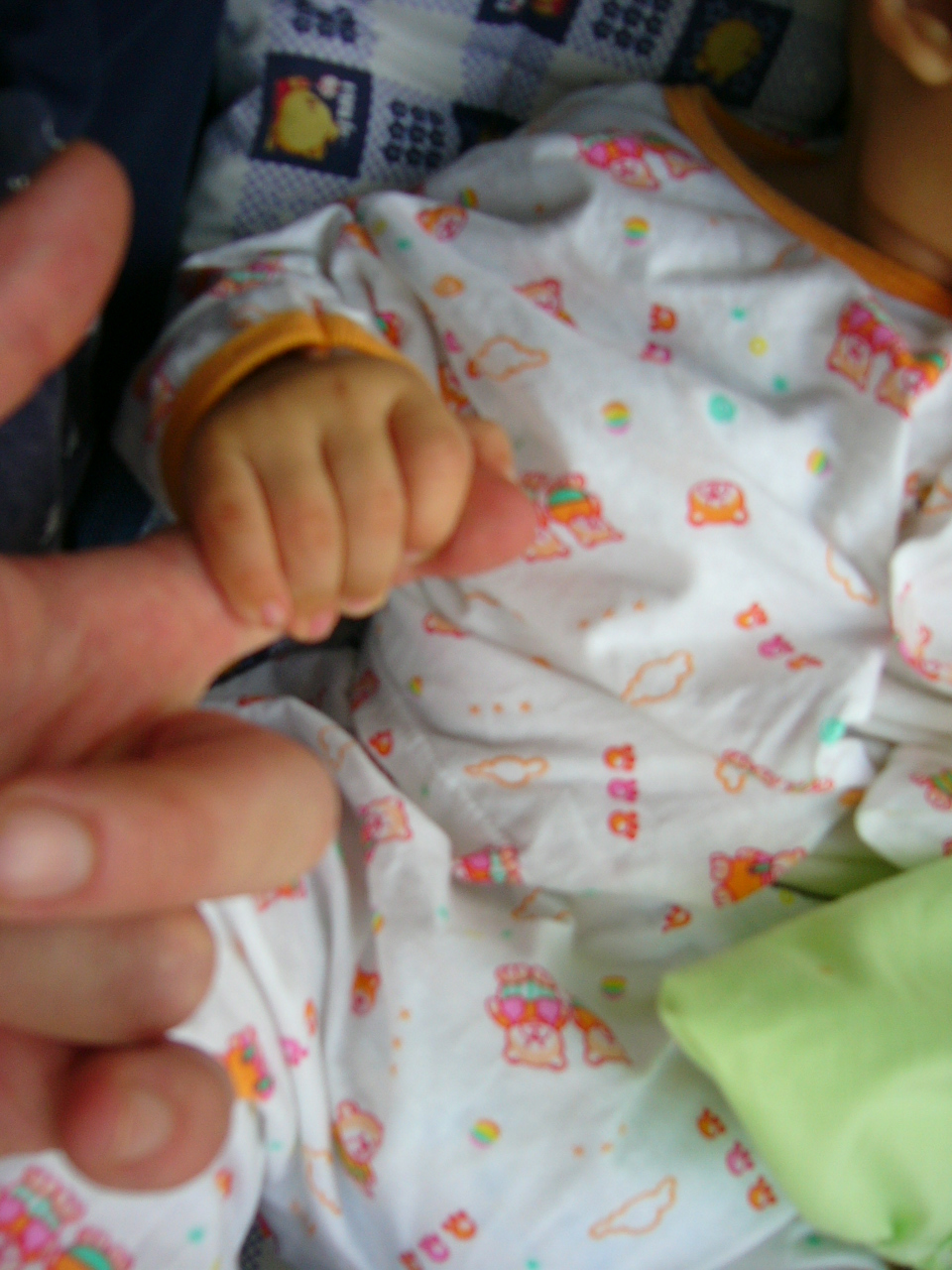
Réflexe de préhension chez un bébé de cinq mois

Le réflexe de préhension ou réflexe d'agrippement (en anglais grasping reflex), est un réflexe primitif présent chez le nourrisson.
On l'appelle aussi grasping, de l'anglais : to grasp qui veut dire agripper, tenir, saisir.

## Définition
Le réflexe de préhension est un réflexe physiologique qui est présent chez le nouveau-né en bonne santé. Il fait intervenir le faisceau pyramidal, de préhension des objets présentés, déclenché par stimulation de la paume. Quand on met un doigt ou un objet dans sa paume, le nouveau-né referme solidement sa main. Si on le fait simultanément dans ses deux paumes, le bébé s'agrippe aux doigts avec tant de force qu'on peut le soulever un peu. Ce phénomène s'observe aussi chez les singes, pour qui il s'avère être très utile, étant donné que le petit doit s'agripper à sa mère pendant qu'elle grimpe aux arbres. Les experts s'accordent presque tous pour dire que ce réflexe représente un vestige de notre lointain passé. Ce réflexe primitif disparaît avec le développement sensorimoteur normal de l'enfant vers l'âge de 4-5 mois environ.
Le réflexe de préhension, retrouvé chez l'adulte, est pathologique. Il peut s'agir d'un symptôme du syndrome frontal : ainsi lorsque l'examinateur présente un objet, la personne concernée va le saisir de manière réflexe. Il peut également réapparaitre dans le cadre de maladies neurologiques affectant les voies pyramidales.